# Café littéraire (Saint-Pétersbourg)
Ce Café littéraire (russe : Литературное кафе) est un restaurant historiquement significatif situé sur la perspective Nevski à Saint-Pétersbourg (Russie), qui a été fréquenté par des écrivains célèbres de littérature russe, y compris Alexandre Pouchkine, Fiodor Dostoïevski et leurs amis, pendant le XVIIIe siècle.

## Histoire
En 1812-1814, le bâtiment situé au no 18 de la perspective Nevski à Saint-Pétersbourg — capitale de la Russie à cette époque — est rénové par K.B. Kotomin pour devenir un appartement pour des commerçants (Kotomin House (en)). Dans ce bâtiment est ouverte une confiserie, S. Wolff & T. Béranget, qui était considérée comme la meilleure de la ville. En 1834, un café chinois est ajouté. La confiserie devient rapidement un lieu de rassemblement d'écrivains de la littérature russe, tels que Alexandre Pouchkine, Mikhaïl Lermontov, Taras Chevtchenko et Fiodor Dostoïevski.
En 1837, Pouchkine, sur le chemin de son duel avec Georges Charles d'Anthès, y rencontre son ami  Konstantin Danzas (en) — qui va l'assister comme témoin. En 1840, Dostoïevski y est présenté au socialiste utopique Mikhaïl Petrachevski.
En 1877, après la fermeture de la confiserie, un restaurant haut de gamme y est ouvert, où des musiciens tels que Piotr Tchaïkovski et Fédor Chaliapine se rendent fréquemment. Tchaïkovski y aurait commandé une tasse d'eau contaminée par le choléra, dont il est mort.
Beaucoup plus tard, en 1983, le restaurant rouvre ses portes sous le nom du Café littéraire.

## Période contemporaine
Le Café littéraire occupe deux étages du bâtiment, avec de nombreux portraits d'écrivains russes accrochés à ses murs. À une table au premier étage se trouve la céroplastie de Pouchkine. Selon la tradition russe, des soirées de la poésie-performance s'y tiennent de temps en temps.
La boisson traditionnelle de la Russie n'étant pas le café, mais le thé noir, du thé dans un samovar peut y être servi.